# Dejan Lovren
Dejan Lovren (født 5. juli 1989 i Zenica, Jugoslavien) er en kroatisk fodboldspiller, der spiller for Kroatien og som forsvarsspiller i den græske klub PAOK F.C.
Tidligere har han optrådt for de kroatiske klubber Dinamo Zagreb og Inter Zaprešić, for franske Lyon og for Southampton og Liverpool i England.
Med Dinamo Zagreb vandt Lovren i både 2006 og 2009 det kroatiske mesterskab og i 2009 landets pokalturnering.

## Landshold
Lovren har (pr. december 2022) spillet 76 kampe og scoret 5 mål for Kroatiens landshold, som han debuterede for i 2009. Han er født i Bosnien og flygtede til Tyskland under krigen. Efter krigen flyttede de til Kroatien som han valgte at spille for, frem for Bosnien. 